# 兰登斯贝格
兰登斯贝格是德国巴伐利亚州的一个市镇。总面积7.95平方公里，总人口679人，其中男性344人，女性335人（2011年12月31日），人口密度85人/平方公里。